# Franklin (Massachusetts)
Franklin é uma cidade do condado de Norfolk, Massachusetts, Estados Unidos. De acordo com o censo de 2018, a população na cidade era de 33.022 habitantes.